# جورج راندولف تشيستر
جورج راندولف تشيستر (بالإنجليزية: George Randolph Chester)‏ هو صحفي وكاتب سيناريو وكاتب أمريكي، ولد في 27 يناير 1869 في سينسيناتي في الولايات المتحدة، وتوفي في 26 فبراير 1924 في نيويورك في الولايات المتحدة.

## وصلات خارجية
- جورج راندولف تشيستر على موقع IMDb (الإنجليزية)
- جورج راندولف تشيستر على موقع قاعدة بيانات برودواي على الإنترنت (الإنجليزية)
- جورج راندولف تشيستر على موقع قاعدة بيانات الفيلم (الإنجليزية)